# Marcelo Carracedo
Marcelo Carracedo García (* 16. April 1970 in Buenos Aires) ist ein ehemaliger argentinischer Fußballspieler.

## Karriere
Carracedo spielte ab 1989 in Europa, seine erste Station war der spanische Club Real Murcia, wo er ein halbes Jahr spielte, bevor er nach Deutschland wechselte. Sein neuer Arbeitgeber war Fortuna Düsseldorf. Die Fortuna spielte in der Bundesliga, in der Carracedo sein Debüt am 23. Spieltag gegen den 1. FC Nürnberg gab. Er spielte ab der 75. Spielminute und das Spiel endete 0:0. In den nächsten zweieinhalb Jahren bestritt er 46 Spiele für die Fortuna. Aus der Bundesliga wechselte er in seine Heimat zu Estudiantes de La Plata. Bereits nach einem Jahr wechselte er wieder nach Europa zum FC Tirol Innsbruck, wo Carracedo eine Saison spielte. Danach wechselte er nach Südamerika und kehrte nicht mehr nach Europa zurück. Es folgten Station bei Santos Laguna, CA Platense, Monarcas Morelia, ein halbes Jahr in Japan bei Avispa Fukuoka und die Rückkehr nach Südamerika zu Rosario Central und CD Universidad Católica.
Heute arbeitet er als Spielerberater.